# Lanpher Motor Buggy Company
Die Lanpher Motor Buggy Company war ein US-amerikanischer Automobilhersteller. Die Fahrzeuge wurden als Lanpher verkauft.

## Unternehmensgeschichte
Ehe die Brüder Earl und Norman Lanpher 1906 mit der Produktion eines Highwheelers in Carthage (Missouri) begannen, waren sie mit ihrer Lanpher Motor Buggy Company im Kutschen- und Fuhrwerkbau auf regionaler Ebene tätig.
High wheeler waren eine natürliche Wahl denn sie waren günstig herzustellen, durch ihren Kutschenbau gab es viele technische und personelle Synergien und die Fahrzeuge waren gut geeignet für die vorherrschenden, meist schlechten Straßen. Wie die meisten High wheeler war auch der Lanpher vergleichsweise primitiv aufgebaut. Die mit ihren namengebenden, riesigen Holzspeichenrädern ausgestatteten Automobile waren für die unbefestigten Wege außerhalb von Ortschaften gedacht. Ihre Blütezeit hatten sie etwa zwischen 1907 und 1912. Mit einer Produktionszeit von 1906 bis 1916 konnte sich der Lanpher also länger als die meisten Konkurrenten auf dem Markt halten.
Das lag nicht zuletzt an der pragmatischen Weise mit der die Lanphers den Autobau angingen. Ihre High wheeler entstanden Seite an Seite mit ihren pferdegezogenen Produkten. Earl war für die Motorfahrzeuge zuständig, Norman für den Kutschenbau. Der Verkauf war regional und die Werbung war auf ein Minimum beschränkt. Es gab kaum lokale Anzeigen und gar keine national geschalteten. Auch an Automobilausstellungen wurde der Lanpher nicht gezeigt.

## Technik
Dabei musste sich der Lanpher nicht vor der Konkurrenz verstecken. Das handwerklich hergestellte Fahrzeug war ein sehr typischer Vertreter seiner Art. Er war konstruiert wie eine Kutsche. Wegen der fehlenden Werksunterlagen ist keine Modellübersicht möglich. Immerhin sind die Daten des Modells L 2-passenger Buggy von 1910 bekannt. Es hatte große hölzerne Speichenräder mit Hartgummi-Bereifung und einen liegend unter dem Sitz angeordneten Zweizylinder V-Motor mit Luftkühlung und 12/14 PS (12 Steuer-PS; 14 bhp = ca. 10 kW). Die Kraftübertragung erfolgte über ein Zweigang-Planetengetriebe auf zwei Antriebsketten auf die Hinterachse. Der einfache Aufbau ermöglichte es, Sonderwünsche bezüglich der Karosserie zu erfüllen. Der Listenpreis betrug US$ 550. Das war 1910 ein konkurrenzfähiger Preis; selbst ein Ford Modell T mit zweisitziger Runabout-Karosserie kostete mit US$ 900 deutlich mehr. Das änderte sich bereits im folgenden Jahr und Ende 1916 bekam man ihn für nur noch US$ 345.  Das war deutlich weniger Geld für deutlich mehr Auto.
Über die weitere Unternehmensgeschichte ist wenig bekannt. Es scheint, dass die Lanphers Ende 1916 den Ort verließ.